# Oscar Barreto
Oscar David Barreto Pérez (Bogotà, 28 aprile 1993) è un calciatore colombiano, centrocampista dell'U. César Vallejo.

## Caratteristiche tecniche
È un esterno destro.

## Carriera

### Club
Cresciuto nelle giovanili del La Equidad, ha esordito il 9 novembre 2014 in un match vinto 3-2 contro il Deportivo Cali.

## Statistiche

### Presenze e reti nei club
Statistiche aggiornate al 7 luglio 2017.
| Stagione           | Squadra            | Campionato         | Campionato | Campionato | Coppe nazionali | Coppe nazionali | Coppe nazionali | Coppe continentali | Coppe continentali | Coppe continentali | Altre coppe | Altre coppe | Altre coppe | Totale | Totale | Totale |
| Stagione           | Squadra            | Comp               | Pres       | Reti       | Comp            | Pres            | Reti            | Comp               | Pres               | Reti               | Comp        | Pres        | Reti        | Pres   | Reti   |        |
| ------------------ | ------------------ | ------------------ | ---------- | ---------- | --------------- | --------------- | --------------- | ------------------ | ------------------ | ------------------ | ----------- | ----------- | ----------- | ------ | ------ | ------ |
| 2014               | La Equidad         | A                  | 22         | 3          | CC              | 11              | 2               |                    | -                  | -                  |             | -           | -           | 33     | 5      |        |
| 2015               | La Equidad         | A                  | 31         | 3          | CC              | 8               | 0               |                    | -                  | -                  |             | -           | -           | 39     | 3      |        |
| Totale La Equidado | Totale La Equidado | Totale La Equidado | 53         | 6          |                 | 19              | 2               |                    | -                  | -                  |             | -           | -           | 72     | 8      |        |
| 2016               | Millonarios        | A                  | 12         | 2          | CC              | 4               | 1               |                    | -                  | -                  |             | -           | -           | 16     | 3      |        |
| 2017               | Millonarios        | A                  | 1          | 0          | CC              | 0               | 0               |                    | -                  | -                  |             | -           | -           | 1      | 0      |        |
| Totale Millonarios | Totale Millonarios | Totale Millonarios | 13         | 2          |                 | 4               | 1               |                    | -                  | -                  |             | -           | -           | 17     | 3      |        |
| Totale carriera    | Totale carriera    | Totale carriera    | 66         | 8          |                 | 23              | 3               |                    | -                  | -                  |             | -           | -           | 89     | 11     |        |